# Juan Quiñones
Juan Bautista Segundo Quiñones Carreño (* 4. Oktober 1899 in Constitución; † 31. März 1970 in Santiago) war ein chilenischer Fußballspieler. Der linke Mittelfeldspieler war einer der Gründer des CSD Colo-Colo. 

## Karriere
Juan Quiñones spielte von 1919 bis 1925 beim CD Magallanes und war dann mit weiteren Spielern des Teams, wie u. a. David Arellano, bei der Gründung des neuen Klubs CSD Colo-Colo beteiligt. Quiñones war für die Trikotfarben verantwortlich, die er mit weiß für die Reinheit und schwarz für die Ernsthaftigkeit festlegte. Zudem leitete er am 19. April 1925 die symbolische erste Sitzung des neuen Vereins. Quiñones spielte am 31. Mai 1925 sein erstes Spiel für die Albos beim 6:0-Erfolg über English. 1928 war seine letzte Saison als Spieler. 1931 gründete er mit Juan Lorca offiziell die Kinderabteilung von Colo-Colo, die aus drei Mannschaften bestand, eingeteilt nach Geburtsjahr und Körpergröße.

## Erfolge
Magallanes
- Copa República de la Asociación de Fútbol de Santiago: 1920, 1921

Colo-Colo
- Liga Metropolitana: 1925
- Liga Central de Football: 1928